# Pays de Martigues
Le pays de Martigues est un territoire de la métropole d'Aix-Marseille-Provence. 
Le territoire comprend les 3 communes précédemment membres de la communauté d'agglomération du pays de Martigues qui a fusionné au sein de la métropole le 1er janvier 2016.

## Communes membres
Le territoire du pays de Martigues est créé par un décret du 23 novembre 2015. Il comprend les 3 communes qui étaient jusqu'au 1er janvier 2016 membres de la communauté d'agglomération du pays de Martigues.
| Commune                  | Population | Conseillers |
| ------------------------ | ---------- | ----------- |
| Martigues                | 48 783     | 5           |
| Port-de-Bouc             | 16 682     | 1           |
| Saint-Mitre-les-Remparts | 5 841      | 1           |

## Administration

### Conseil de territoire
Le conseil de territoire comprend 7 membres qui siègent également au sein du conseil métropolitain. Jusqu'aux élections de 2020, le conseil de territoire comptait également les conseillers précédemment membres du conseil communautaire du Pays de Martigues,,.

### Exécutif
Le conseil de territoire élit son président,.
Le 23 mars 2016, Gaby Charroux est élu président du conseil de territoire. Il était précédemment président de la communauté d'agglomération du pays de Martigues. Il est réélu président le 13 juillet 2020.
- Président : Gaby Charroux (PCF), maire de Martigues
- 1er vice-président : Gérard Frau (PCF), adjoint au maire de Martigues
- 2e vice-président : Laurent Belsola (PCF), maire de Port-de-Bouc

### Compétences
À l'inverse de la communauté d'agglomération précédente ou des territoires de la métropole du Grand Paris, le territoire du pays de Martigues n'a pas de personnalité morale : c'est un organe déconcentré qui agit pour le compte du conseil de la métropole.
Le conseil de territoire émet des avis aux questions soumises au conseil métropolitain et reçoit — de manière obligatoire de 2016 à 2020, puis selon le vote du conseil métropolitain à partir de 2020 — l'exercice de certaines compétences de la métropole. 
Le territoire et le conseil métropolitain sont liés par « un pacte de gouvernance, financier et fiscal » adopté à la majorité des deux tiers par le conseil de territoire. Ce pacte définit la stratégie dans l'exercice des compétences, les relations financières et la gestion du personnel,.